# Liste des évêques et archevêques de Maseru
Liste des évêques et archevêques de Maseru
(Archidioecesis Maseruenus)
La préfecture apostolique du Basutoland est créée le 8 mai 1894, par détachement du vicariat apostolique de Kimberley en Orange.
Elle est elle-même érigée en vicariat apostolique le 18 février 1909.
Ce dernier est érigé en évêché et change de dénomination le 11 janvier 1951 pour devenir l'evêché de Maseru.
Il est érigé en archevêché le 3 janvier 1961.

## Préfets apostoliques
- 8 mai 1894-1897 : siège vacant
- 1897-18 février 1909 : Jules-Joseph Cénez, préfet apostolique du Basutoland.

## Vicaires apostoliques
- 18 février 1909-24 mai 1930 : Jules-Joseph Cénez, promu vicaire apostolique du Basutoland.
- 24 mai 1930-25 avril 1933 : siège vacant
- 25 avril 1933-8 mars 1947 : Joseph Ier Bonhomme, vicaire apostolique du Basutoland.
- 8 mars 1947-11 mars 1948 : siège vacant
- 11 mars 1948-11 janvier 1951 : Joseph II Des Rosiers (Joseph Delphis Des Rosiers), vicaire apostolique du Basutoland.

## Evêque
- 11 janvier 1951-3 janvier 1961 : Joseph II Des Rosiers (Joseph Delphis Des Rosiers), promu évêque de Maseru.

## Archevêques
- 3 janvier 1961-† 20 septembre 1966 : Emanuel Mabathoama
- 13 avril 1967-† 17 mai 1989 : Alfonso Morapeli (Alfonso Liguori Morapeli)
- 17 mai 1989-11 juin 1990 : siège vacant
- 11 juin 1990-30 juin 2009 : Bernard Mohlalisi
- depuis le 30 juin 2009 : Gérard Lerotholi (Gérard Tlali Lerotholi)

## Sources
- L'ANNUAIRE PONTIFICAL, sur le site http://www.catholic-hierarchy.org, à la page